# 家畜人鴉俘
《家畜人鴉俘》（日语：家畜人ヤプー）是筆名為沼正三的日本作家于1956年開始在《奇譚俱樂部》連載，斷續地在不同雜誌發表的長編科幻性虐戀小說。其內容包含受虐、嗜糞、人體改造等描寫。三島由紀夫、澁澤龍彥、寺山修司均對該作有高度評價，是戰后日本文學界的著名作品。 有“戰後最大奇書”之譽。

## 文摘

### 劇情
故事講述了日本留學青年瀨部麟一郎與德國未婚妻珂拉拉·寇特維兹在未來世界的各種經歷：兩千年后世界，由帝國EHS統治（The Empire of Hundred Suns，即百太陽帝國，音译邑司）。貴族寶琳將二者“邀请”到未來。
本作主线故事大致是描写濑部一行在未来的经历。

### 主綫
本作主綫劇情敘述麟一郎與珂拉拉之間關係的變化，兩者原本是海誓山盟的情人關係，最終成為主和奴（或“器具”）的關係。在本书第一千五百頁左右（在小說中的時間僅過了三十個小時不到），麟一郎在經歷一系列人體同精神改造后，對他不可挽回的命運選擇“無條件投降”，承認自己成為珂拉拉的家畜。

## 登场人物

### 濑部麟一郎
本作主人公，德国法学系学生，成绩优异。由于其父是国文教授，因此他自幼熟悉日本的古典文学。擁有柔道五段，在德国留学期间，以柔道拯救了饱受变态骚扰的珂拉拉·馮·寇特維兹，英雄救美，使后者爱慕上他。在某日晚上在洗澡时，他驚听到珂拉拉因意外看到幽浮坠毁的惨叫声，慌忙赤身裸体跑出去查看情況，并救下了坠落于此的宝琳。然而宝琳的猎犬用毒牙攻击了麟一郎，使其瘫痪。
他瘫痪期后，寶琳随以“治疗”麟一郎瘫痪的理由，将他们带回了两千年后的未来。麟一郎被视作鸦俘对待，被施以人体改造、精神洗脑，预备成为珂拉拉的家畜。他曾一度同珂拉拉殉情，但未果。在小說最後，他“自愿”成为珂拉拉的器具。

### 珂拉拉·寇特维茨
麟一郎的恋人，本作女主人公，一战前德国贵族之女。因其貌美、聪慧在就學有“大學女王”的称号，在宝琳的蛊惑下，陪同麟一郎前往EHS帝国。
珂拉拉因遭遇双亲在二战中死亡、被迫与唯一的妹妹雷娜特分离等事故一度使其性格变得孤僻，但遇见濑部之后变得开朗许多。在宝琳的协助下，她在EHS帝国的公开身份宣称是“失去记忆，因时光机故障而漂流至20世纪的EHS落魄贵族”，宝琳亲戚将其视为处境悲惨的同胞，给予关怀。
她嘗試了解EHS生活方式及其文化，虽然一开始难以接受日本人被视作家畜，但她还是逐渐适应了这一情况。在宝琳及其EHS贵族的影响之下，她开始只对白种人感到认同，对麟一朗的爱慕之心也逐渐发生变化。最终，她将麟一郎视作家畜，并以主人的身份用“阿麟”称呼他。

## 文獻參考
1. ↑  倉田卓次的回想錄
2. ↑  . まぐまぐニュース！. 2015-06-14  [2022-08-12]. （原始内容存档于2022-10-14） （日语）.
3. ↑  . Yahoo!ニュース.   [2022-08-12]. （原始内容存档于2022-08-12） （日语）.